# Ali Salem Edbowa
Ali Salem Edbowa is een televisiekok en chef-kok uit de Verenigde Arabische Emiraten. Hij heeft drie kookshows en is ook bekend van zijn restaurant Mezlai in het Emirates Palace Hotel, waar hij als chef-kok werkt. Edbowa is gespecialiseerd in Emirati en lokale gerechten. Zijn passie voor koken groeide toen hij het eten in het buitenland zat was en hij zelf ging koken.
In 2007 werd Edbowa uitgeroepen tot beste Arabische chef-kok door de Emirates International Salon Culinaire.